# الذكاء الاصطناعي في التعليم
الذكاء الاصطناعي في التعليم هو مصطلح واسع النطاق يحتوي على مجالات دراسة محددة متجمعة بجانبه، بما في ذلك التعلم الآلي، ومعالجة اللغة الطبيعية، وفلسفة الذكاء الاصطناعي، والروبوتات المستقلة. يحتوي الذكاء الاصطناعي في التعليم أيضًا على مجموعة متنوعة من مجالات البحث، والتي تم دمجها معًا. بما في ذلك التجسيد البشري، والذكاء الاصطناعي التوليدي، واتخاذ القرارات القائمة على البيانات، وأخلاقيات الذكاء الاصطناعي، ومراقبة الفصول الدراسية، وخصوصية البيانات، ومحو أمية الذكاء الاصطناعي.

## نظرة عامة
لا توجد زاوية واحدة لاستيعاب الذكاء الاصطناعي في سياق العملية التعليمية. فقد طُرحت على الأقل ثلاثة نماذج سائدة لتوضيح هذا التفاعل. النموذج الأول هو النموذج الانتقالي، الذي يصور أنظمة الذكاء الاصطناعي كأداة لنقل المعرفة بشكل مخصص لكل طالب. أما النموذج الثاني، فهو النموذج التنسيقي، والذي يرى في الذكاء الاصطناعي مساعدًا في بناء المعرفة لدى المتعلمين. وفي المقابل، هناك النموذج القيادي، الذي يضع الطالب في قلب العملية التعليمية، ويمنحه القدرة على اتخاذ قرارات بشأن مساره التعليمي، سواء بمساعدة الذكاء الاصطناعي أو بدونه.

## وجهات نظر ناشئة
يشعر من يعتبر الذكاء الاصطناعي نافذةً على المعرفة بالاطمئنان لفكرة تفكير الآلات أو هلوساتها. في حين يُدرك المتشككون "الفقاعات الوهمية" التي احتكرتها شركات التكنولوجيا الكبرى، ويلاحظون كيف يقيّد خطابها النقد والنقاش حول هذه الأنظمة الحاسوبية. وكثيرًا ما يتخذ المعارضون موقفًا مبدئيًا من الذكاء الاصطناعي. ويرمي رفضهم استعارات التسويق المتعلقة بالذكاء الاصطناعي إلى بناء الثقة مع إخفاء مُمارسات الشركات التجارية الاستغلالية والاستخراجية. ومن المُرجح أن تتشكل أنظمة الذكاء الاصطناعي وفقًا لسياسات أو ضرورات اقتصادية مُختلفة، مما سيؤثر على بناء هذا التجمع وإضفاء الشرعية عليه واستخدامه في البيئة التعليمية.

## الذكاء الاصطناعي في مجتمع التعليم
شهد مجتمع الذكاء الاصطناعي في التعليم نموًا سريعًا في دول الشمال العالمي. ويُلاحظ حاليًا ضجة كبيرة من رؤوس الأموال الاستثمارية، وشركات التكنولوجيا الكبرى، والتربويين المفتونين بالذكاء الاصطناعي. ويُعدّ الذكاء الاصطناعي في التعليم مجالًا مثيرًا للجدل. ويرى بعض التربويين أن الذكاء الاصطناعي سيزيل عقبة "صعوبة الوصول إلى الخبراء". ويدّعي آخرون أن التعليم سيشهد ثورة بفضل الآلات وقدرتها على فهم اللغة الطبيعية. بينما يستكشف آخرون سبل تحسين "المنطق الاستنتاجي" للنماذج اللغوية الكبيرة. أما في دول الجنوب العالمي، فيرى البعض أن معالجة البيانات ومراقبتها بواسطة الذكاء الاصطناعي محاولة مضللة لمعالجة الاستعمار والفصل العنصري، أدّت دون قصد إلى تعزيز نهج ليبرالي جديد في التعليم.

### مستقبل التعليم والبحث العلمي باستخدام الذكاء الاصطناعي:[14]
من أبرز التطورات الحديثة في استخدامات الذكاء الاصطناعي في التعليم العالي والبحث العلمي هو الاعتماد المتزايد على أدوات الذكاء الاصطناعي التوليدي لتسريع عملية التحليل وإنتاج المعرفة. وتُعد أداة "ستورم" Storm من أبرز هذه الأدوات، إذ تُستخدم لتبسيط مراحل البحث الأكاديمي، مثل توليد الفرضيات، وتحليل البيانات، وصياغة المحتوى العلمي.

## تأثير الخوارزميات على التعليم
تُعنى شركات الذكاء الاصطناعي العاملة في مجال التعليم حاليًا بالذكاء الاصطناعي التوليدي، على الرغم من أن علوم البيانات وتحليلاتها تُشكّل موضوعًا تعليميًا شائعًا آخر. ولا يوجد حاليًا إجماع علمي على تعريف الذكاء الاصطناعي أو كيفية تصنيفه وتقسيمه إلى فئات فرعية. ولم يُعيق هذا النقص في الإجماع نمو الذكاء الاصطناعي في الأنظمة التعليمية، التي تقوم بجمع البيانات ثم تحسين النماذج بشكل مستمر.
يُتيح الذكاء الاصطناعي للباحثين والدارسين تقييمًا وتغذية راجعة آلية، وتنبؤات دقيقة، وترجمة آلية فورية، وتدقيقًا لغويًا وتحريرًا نصيًا عند الطلب، بالإضافة إلى مساعدين افتراضيين ذكيين لتسهيل عملية التعلم. وتسهم "سلسلة التوريد للذكاء الاصطناعي التوليدي" في تحقيق اتساق حواري داخل الفصول الدراسية، كما تُؤتمت عملية إنتاج المحتوى. ومن خلال توظيف تقنيات التصنيف والتلخيص والحوار، يتم تعزيز "ذكاء" أو "سلطة" الذكاء الاصطناعي عبر محاكاة التفاعل البشري والتأثير المستلهم من تأثير إليزا.

## تأطير التعليم
يمكن القول إن التكنولوجيا التعليمية أداة بالغة الأثر والفاعلية إذا ما توفرت لها البيئة المناسبة. وتسابق شركات الحاسوب الزمن لتحديث منتجاتها التكنولوجية باستمرار. وقد اقترح بعض التربويين أن الذكاء الاصطناعي قد يُمكّن من أتمتة المعرفة الإجرائية والخبرات،  بل قد يضاهي أو يتجاوز القدرات البشرية في المهام المعرفية. وهُم يدعون إلى دمج الذكاء الاصطناعي في جميع المناهج الدراسية وتطوير معرفة الذكاء الاصطناعي ذاتها. حيث تجد مؤسسات التعليم العالي نفسها أمام فرصة لإنشاء مسار خاص بها وطلابها من خلال وضع مبادئ توجيهية بحيث يُدمج الذكاء الاصطناعي في مناهجها الدراسية. بينما يُبدي آخرون شكوكًا أكبر، حيث يواجه الذكاء الاصطناعي تحديًا أخلاقيًا،  إذ يولَّد "استجابات ملفقة" أو "معلومات غير دقيقة"، والتي يُشار إليها بلطف بالهلوسة،  وتُقدَّم على أنها حقائق ثابتة. ويبقى البعض الآخر متشككًا في ميل المجتمعات إلى الوثوق بالإنجازات الهندسية، وأنظمة القوة والامتياز التي تؤدي إلى التفكير الحتمي. في حين يرى آخرون أن هناك انتهاكًا لحقوق النشر،  أو إدخال الضرر والانقسام وغيرها من الآثار الاجتماعية،  ويدعون إلى مقاومة الذكاء الاصطناعي. وتزداد الأدلة على أن التقييمات المكتوبة بالذكاء الاصطناعي لا يمكن اكتشافها، مما يثير تساؤلات جدية حول النزاهة الأكاديمية لتقييمات الجامعات.

## الرموز والنصوص والهلوسة
تتلقى النماذج اللغوية الكبيرة النصوص كمدخلات، ثم تُنتِج نصوصًا كمخرجات. تُولَّد هذه النماذج من مليارات الكلمات والرموز البرمجية التي تجمعها شركات الذكاء الاصطناعي أو الباحثون من الويب. وكثيرًا ما تعتمد نماذج اللغات الطبيعية الكبيرة على مجموعة نصية ضخمة تُستخرج، أحيانًا دون إذن. تُعد نماذج اللغات الطبيعية الكبيرة إنجازات هندسية، إذ ترى النصوص كأجزاء صغيرة (رموز). تسمح العلاقات بين هذه الأجزاء للنموذج بتوقع الكلمة التالية، ثم التي تليها، ومن ثم توليد جملة ذات معنى تبدو وكأنها وليدة تفكير وتفاعل. تخلق هذه المجموعة الضخمة من البيانات آلةً تُجري الاستدلال الإحصائي،  وتتعرف على الأنماط.
يُجري النموذج اللغوي الكبير تحليلًا عميقًا للعلاقات بين الرموز اللغوية، ومن ثم يقترح مجموعة من المخرجات المحتملة استجابة لأي مُدخل مُعين. ويهدف هذا النموذج إلى تنفيذ مهام مُحددة بدقة، مثل الترجمة أو التحرير أو حتى الإبداع في الكتابة. وتتسم المخرجات التي يُقدمها النموذج عادةً بالسلاسة والترابط المنطقي، حيث تعتمد على أنماط لغوية واسعة ومتكررة. ومع ذلك، فإن الكم الهائل من النصوص التي يُدرب عليها النموذج قد يؤدي إلى ظهور بعض المشكلات. فقد يعكس النموذج في مخرجاته بعض القوالب النمطية أو التحيزات الثقافية التي تتضمنها هذه النصوص، خاصة تلك المُتعلقة بأفراد أو ثقافات مُعينة. وتُعرف هذه الظاهرة بالهلوسة، حيث يُقدم النموذج معلومات موثقة ولكنها خاطئة.
لا تُعتبر هذه الأخطاء المحتملة أعطالًا، بل هي نتيجة للقرارات الهندسية التي تُشكل نموذج اللغة الكبير. وتعمل "القيود" كمدققات لمخرجات النموذج، فتمنع هذه الأخطاء وتحافظ على الدقة. ولا توجد حلول لما يُسمى "الهلوسة"،  وهي "المعلومات الخاطئة أو غير المنطقية التي تبدو معقولة". وتُعد الترجمة، والتلخيص، واسترجاع المعلومات، والتفاعلات الحوارية بعض المهام اللغوية المُعقدة التي يُتوقع من الآلات التعامل معها.

## التخيلات الاجتماعية والتقنية
من البديهي لمن يستطيع تحمل تكاليف برامج الخدمات السحابية (SaaS) أن يدرك فوائد تعدد اللغات، وصحة الجمل نحوياً، واحتمالية النصوص إحصائيًا حول أي موضوع أو مجال. وفي سياق التكنولوجيا التعليمية، يتكرر طرح مسألة أن "التكنولوجيات الناشئة" ستحدث تغييرات جذرية في منظومة التعليم. سواء أكان ذلك الراديو أو التلفزيون أو الحاسوب الشخصي أو الإنترنت أو اللوحات البيضاء التفاعلية أو وسائل التواصل الاجتماعي أو الهواتف المحمولة أو الأجهزة اللوحية، فإن التكنولوجيات الحديثة تولد تخيلًا اجتماعيًا تقنيًا يقدم للمجتمع سردية مشتركة ورؤية موحدة للمستقبل. وقد أدت التطورات المتسارعة في مجال معالجة اللغة الطبيعية واللغويات الحسابية إلى تعزيز الافتراضات الكامنة وراء هذا التخيل التقني الناشئ.
ولا يعد الذكاء الاصطناعي تكنولوجيا ناشئة فحسب، بل هو "تكنولوجيا وصول"،  إذ يبدو أنه يفهم التعليمات ويستطيع توليد استجابات شبيهة بالاستجابات البشرية. ويتصرف كصاحب للكثيرين في عالم معزول وحيد. وفي الوقت نفسه، يخلق "حدودًا تقنية متعرجة"،  حيث يكون الذكاء الاصطناعي بارعًا جدًا وسيئًا للغاية في مهام متشابهة جداً.

## السلع العامة مقابل رأس المال الاستثماري
للنظرة الأولى، يبدو الذكاء الاصطناعي في التعليم وكأنه يُقدم حلولًا تقنية مناسبة لتلبية احتياجات التعليم المستقبلية. ويتصور دُعاة الذكاء الاصطناعي مُستقبلًا يُمكن فيه تطبيق التعلم الآلي والذكاء الاصطناعي في الكتابة، والتخصيص، والتغذية الراجعة، أو تطوير المقررات الدراسية. وتتضح الشعبية المُتزايدة للذكاء الاصطناعي بشكل خاص للكثيرين ممن استثمروا في التعليم العالي خلال العقد الماضي. ومن ناحية أخرى، يُبدي المُتشككون الحذر من الخطاب الذي يُقدم التكنولوجيا كحل. ويشيرون إلى أنه في الخدمات العامة، مثل التعليم، يجب التعامل مع أنظمة القرارات البشرية والخوارزمية بحذر. ويتوخى باحثو ما بعد الرقمنة وعلماء الاجتماع مزيدًا من الحذر بشأن أي حلول تكنولوجية، وقد حذروا من مخاطر بناء الأنظمة العامة حول الخيمياء  أو الببغاوات العشوائية. ويُجادلون بأن هناك تكاليف مُتعددة تُصاحب نماذج اللغة الكبيرة، بما في ذلك التحيزات الخطيرة، وإمكانية الخداع، والتكاليف البيئية.
ويُدرك المُتحمسون للذكاء الاصطناعي كيف أصبحت النشاطات المعرفية سلعة. ويرون كيف تحول التعليم إلى "تجارة معرفة" حيث تُتداول، وتُشترى، وتُباع المواد. ويُروج أصحاب رؤوس الأموال الأفارقة، ورأس المال المُغامر، ونواب رؤساء الجامعات للثورة الصناعية الرابعة، مع تخصيص مليارات لمراكز البيانات الجنوب أفريقية،  مثل بيئات بيانات تييراكو، ومركز بيانات فانتاج،  ومراكز بيانات أفريقيا،  وشركة إن تي تي،  مع الحرص على تجنب الاتهام بمُمارسات الاحتكار.

## خريجون قادرون على التكيف مع الذكاء الاصطناعي
تَتعايش تقنية الذكاء الاصطناعي بشكل مُريح بين الأوساط الأكاديمية والصناعية لسنوات. ولكن المشهد يتغير، وحاليًا يمتلك بحث الذكاء الاصطناعي في الشمال العالمي قوة حوسبة، ومجموعات بيانات ضخمة، وباحثين ذوي مهارات عالية. وتنتقل السلطة من الطلاب والأكاديميين نحو الشركات وأصحاب رؤوس الأموال المُغامرة. ويحتاج الخريجون إلى القدرة على تحليل مخرجات الذكاء الاصطناعي، وفهم الآليات التي تحرك التغيير التكنولوجي،  وأن يجعلوا من دراساتهم وأفكارهم دافعًا لمسارهم المهني المستقبلي.

## أبرز الباحثين
يُعد "بن ويليامسون"،  وهيلين بيثام،  من المتشككين النقديين، بينما يُصنف لانس إيتون، وآنا ميلز، وبرايان ألكسندر ضمن الممارسين الفضوليين. أما الخبراء المقتنعون فيشملون ستيفن داونز، في حين يمثل ديفيد وايلي فئة المناصرين الملتزمين.
من الطبيعي أن يُصنف الإنسان ثم ينجذب نحو الأعمال المنشورة لمؤلفين يُشاركهم أفكارًا مُتشابهة ومألوفة. ومن السهل على المؤيدين أو النُقاد داخل مُجتمع الذكاء الاصطناعي في التعليم تجاهل أولئك الموجودين في المعسكرات المُقابلة، بدلًا من مُناقشة اختلافات الرأي واكتشاف مواطن الاتفاق.